# 水虎様
水虎様（すいこさま、おしっこさま、しっこさま、せっこーさま）は、青森県津軽地方の信仰にみられる水神。水虎大明神（すいこだいみょうじん）が正式な名称。

## 概要
水虎様（水虎大明神）は、龍宮の眷属の水神だとされている。つがる市や五所川原市など青森県の岩木山周辺地域で小規模な祠などに祀られている。河童たちをたばねている上役あるいはそこから転じて河童そのものであるともされ、祠などで祀られている神像には河童や弁才天（水神）をかたどったものが見られる。
1体の水虎様は水神として河童（この地域ではメドチなどと呼ばれる）を48匹管理しているとも語られている。そのため、水難除けの神として地域で信仰されており、旧暦の5、6月になると子供たちの水難事故がないように、胡瓜などの初なりの野菜を水虎様への供え物として、川へ流す風習がある。

## 発祥
明治時代の初期に青森県西津軽郡木造町（現・つがる市）にある実相寺の住職が、頻繁に川で起こる水難事故をどうにかしたいと考えていた。祈祷によって水難の原因が河童の仕業とされたため、河童に大明神（水虎大明神）の神格を与え、男女の河童像を祀ることで祟りを鎮めるようになった。この信仰が周辺地域にも広がり、以前から存在していた河童や民間の祈祷師たちの影響が加わった結果、水虎信仰というものが生まれたと見られている。
水虎（すいこ）という水の妖怪は中国を起源として伝えられているが、この「水虎様」は水の中にいる存在として「水虎」という熟語を水の神に対して用いたのみに過ぎず、関連性はまったくない。水虎様が河童そのものとして考えられるようになったのも、実相寺ではなく民間の祈祷師たちが水虎大明神という名称を、もともと存在して来たメドチ（河童）の名称として転用した結果であると言える。